# Dagnan
Dagnan je priimek več oseb:
- Marcel Dagnan, francoski general
- Pascal Dagnan-Bouveret, francoski umetnik